# Atracis indica
Atracis indica är en insektsart som först beskrevs av Walker 1851.  Atracis indica ingår i släktet Atracis och familjen Flatidae. Inga underarter finns listade i Catalogue of Life.